# 1430-1439
De jaren 1430-1439 (van de christelijke jaartelling) zijn een decennium in de 15e eeuw.

## Belangrijke gebeurtenissen

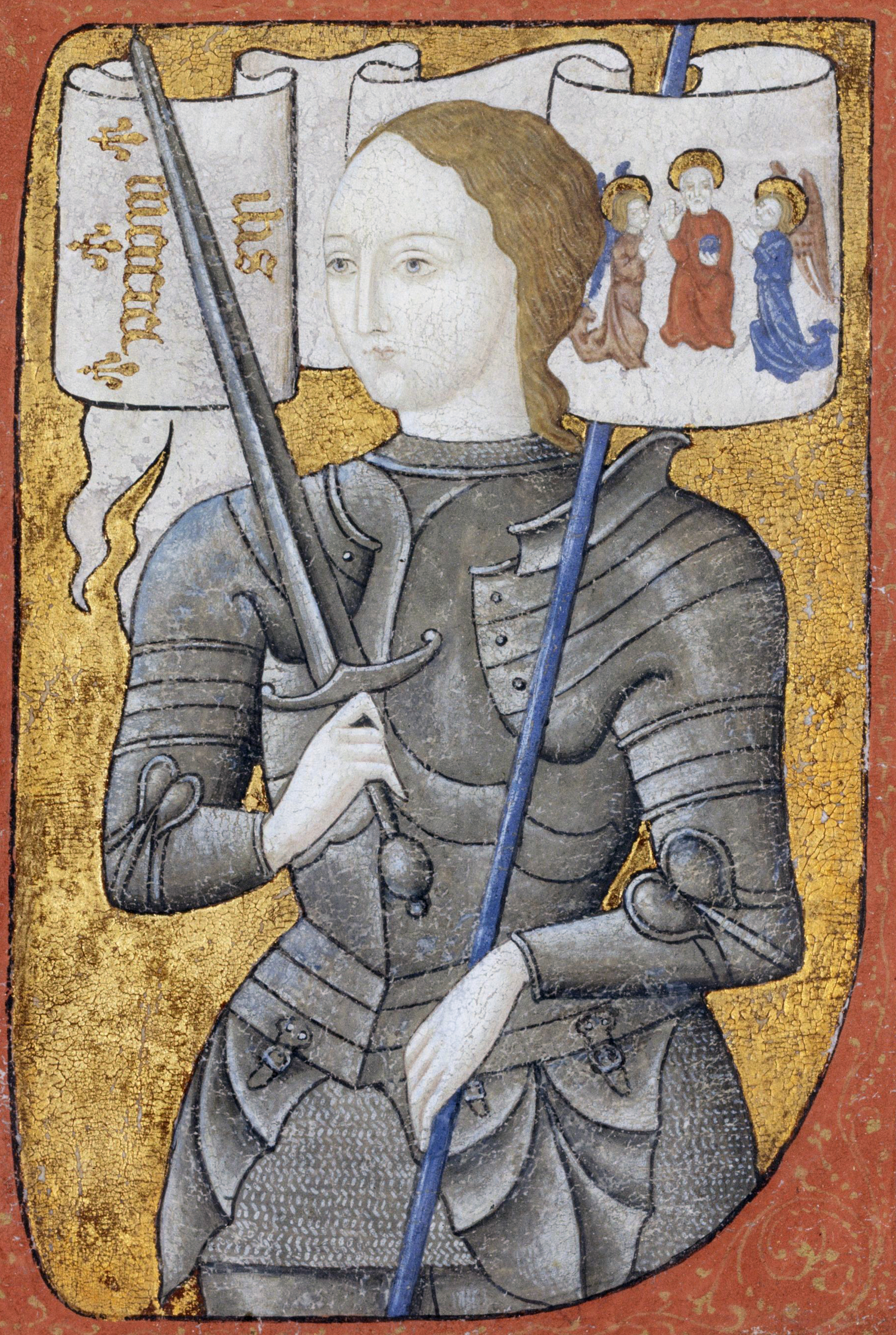
Jeanne d'Arc
geschilderd 1450-1500

### Honderdjarige Oorlog
- 1430 : Beleg van Compiègne. Tijdens het beleg door de Bourguignons wordt Jeanne d'Arc gevangengenomen en wat later uitgeleverd aan de Engelsen.
- 1431 : Jeanne d'Arc wordt veroordeeld tot de brandstapel.
- 1431 : Koning Hendrik VI van Engeland wordt tot koning van Frankrijk gekroond in de Notre-Dame van Parijs.
- 1435 : Jan van Bedford, regent van Engeland sterft, hij wordt opgevolgd door zijn broer Humphrey van Gloucester
- 1435 : Vrede van Atrecht. Op 21 september maken Karel VII van Frankrijk en Filips de Goede een einde aan de burgeroorlog tussen Armagnacs en Bourguignons.
- 1436 : Beleg van Parijs. De Fransen heroveren de hoofdstad.
- 1436 : Beleg van Calais. Aan de zijde van de Fransen poogt Filips de Goede de havenstad in te nemen.

### Lage Landen
- Door de Vrede van Atrecht komt er in 1435 een einde aan de Engels-Bourgondische samenwerking. Vervolgens zijn de Vlaamse ingezetenen in Engeland het slachtoffer van plunderingen. Filips de Goede besluit hiertegen op te treden door het beleg te slaan voor Calais. Een Engelse vloot ziet echter kans een expeditieleger onder leiding van Humfred van Gloucester ter versterking van Calais aan te voeren en vervolgens de Vlaamse kust te plunderen.
- 1439 : Filips de Goede reist aan het hoofd van een delegatie naar Calais, en onderhandelt een vredesverdrag met de Engelsen.
- Rond 1430 besluit Amsterdam de oorspronkelijke sloot langs de huidige Overtoom te verbreden en geschikt te maken voor scheepvaart: de Heiligewegsevaart (of Heilige Vaart). Deze loopt vanaf het Singel langs de Heiligeweg (ten noorden ervan) en komt uit op de Schinkel / Kostverlorenvaart, waardoor een kortere verbinding ontstaat tussen Amsterdam en Leiden (via de Nieuwe Meer en Haarlemmermeer).
- De stad Haarlem is fel tegen deze kortere route via de Schinkel omdat de Amsterdamse vrachtschepen hierdoor zonder Haarlemse tol naar bijvoorbeeld Leiden kunnen varen. Het Hoogheemraadschap Rijnland voelt zich ook bedreigd omdat Amstelland hierdoor overtollig water kan lozen op Rijnlands wateren. Dus verbiedt de graaf van Holland deze nieuwe vaarroute en wordt een dam in de Schinkel aangelegd (1432), door Haarlem te onderhouden. Deze dam wordt door Amsterdam soms doorgestoken om handelsschepen door te laten en snel weer dichtgemaakt. In reactie hierop slaat Haarlem palen in de Schinkel om de doorvaart te verhinderen, maar Amsterdam trekt deze er weer uit (1434).[1][2]

### Heilig Roomse Rijk
- 1431 : Slag bij Domažlice. De Hussieten dwingen koning Sigismund tot onderhandelingen.
- 1431 : Concilie van Bazel. Paus Eugenius IV probeert het conciliarisme ongedaan te maken.
- 1433 : Koning Sigismund wordt keizer gekroond.
- 1437 : Keizer Sigismund sterft, Albrecht II uit het Huis Habsburg volgt hem op.
- 1438 : Paus Eugenius IV verplaatst het concilie eerst naar Ferrara en daarna naar Florence.
- 1439 : Slag bij Grotniki betekent het einde van de Hussietenoorlogen.
- 1439 : De meerderheid van de conciliedeelnemers blijft echter in Bazel achter en zet paus Eugenius IV af. Amadeus VIII van Savoye wordt gekozen als tegenpaus met als naam Felix V. Het concilie in Bazel verliest echter veel steun als paus Eugenius IV er in slaagt een tijdelijke hereniging van de Rooms-Katholieke Kerk en de oosters-orthodoxe kerken tot stand te brengen, waarbij de patriarch van Constantinopel het primaat van de paus erkent.
- 1439 : Albrecht II (rooms-koning) sterft, hij wordt opgevolgd door Frederik III van Habsburg.

### Italië
- 1433 : Cosimo de' Medici de Oude wordt verbannen uit de Florentijnse Republiek.
- 1434 : Cosimo wordt Heer van Florence en legt de basis van het invloedrijke Huis dei Medici.
- 1435 : Johanna II van Napels sterft kinderloos, René I van Anjou, de zoon van Lodewijk II van Anjou volgt haar op.

### Ottomaanse Rijk
- 1430 : Sultan Murat II verovert na zeven jaar strijd de stad Thessaloniki.

### Ontdekkingsreizen
- 1434 : De Portugese zeevaarder Gil Eanes vaart voorbij Kaap Bojador.

### Amerika
- 1438 : Het Incarijk ontstaat met als hoofdstad Cuzco

## Belangrijke personen
- De humanistische geleerde Nicolaas van Cusa.

## Kunst en cultuur

### Beeldende kunst

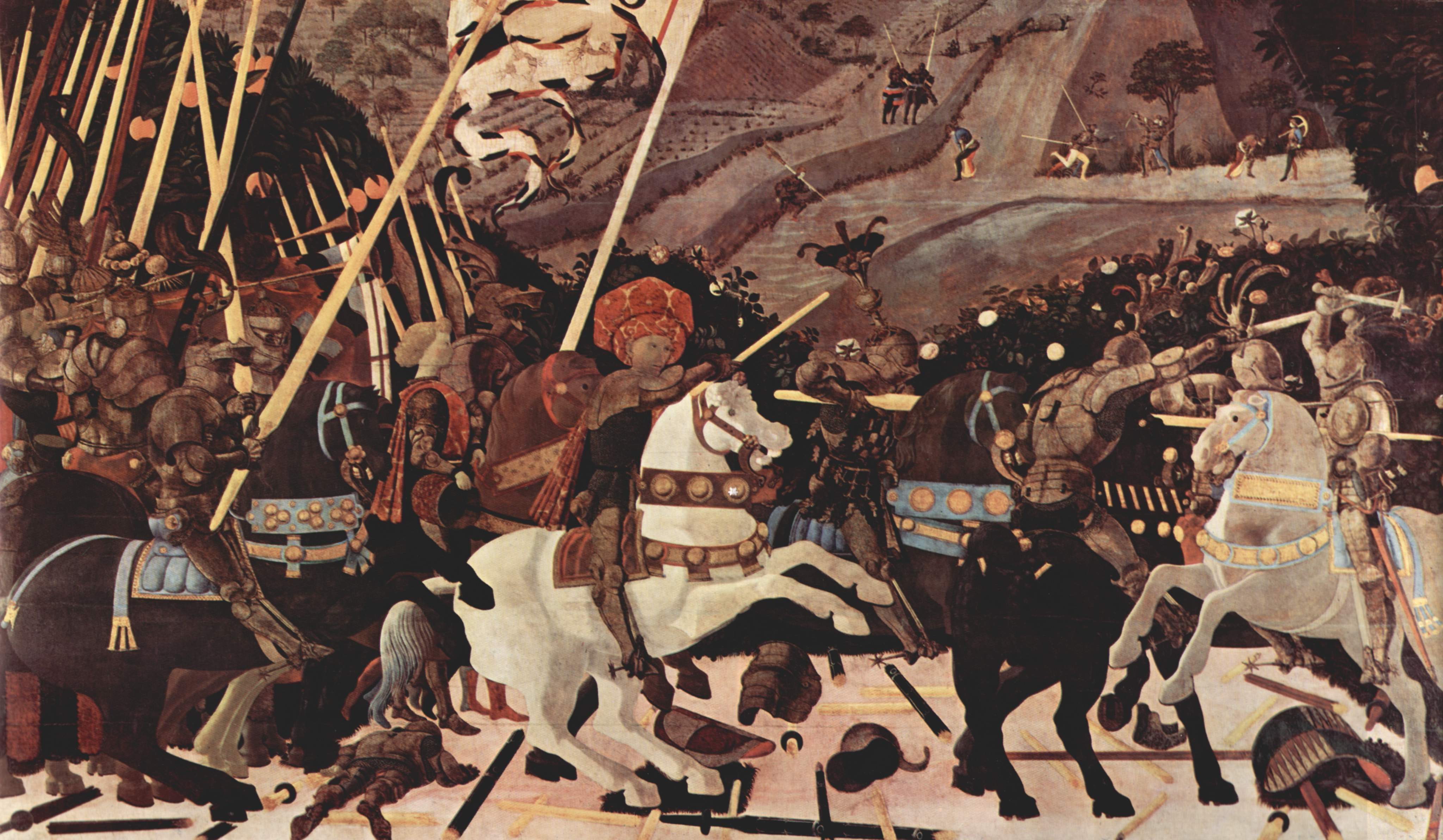
Slag om San Romano (ca. 1438-1440) Paolo Uccello, National Gallery

<< · 1430 · 1431 · 1432 · 1433 · 1434 · 1435 · 1436 · 1437 · 1438 · 1439 · >>
<< · 1400-1409 · 1410-1419 · 1420-1429 · 1430-1439 · 1440-1449 · 1450-1459 · 1460-1469 · 1470-1479 · 1480-1489 · 1490-1499 · >>